# Lergrund, Kyrkslätt
Lergrund är en ö i Finland. Den ligger i Finska viken och i kommunen Kyrkslätt i den ekonomiska regionen  Helsingfors i landskapet Nyland, i den södra delen av landet. Ön ligger omkring 31 kilometer sydväst om Helsingfors.
Öns area är 2 hektar och dess största längd är 310 meter i öst-västlig riktning.